# Caecognathia schistifrons
Caecognathia schistifrons är en kräftdjursart som först beskrevs av Stebbing 1912.  Caecognathia schistifrons ingår i släktet Caecognathia och familjen Gnathiidae. Inga underarter finns listade i Catalogue of Life.